# Mercado de la Vila Rubim

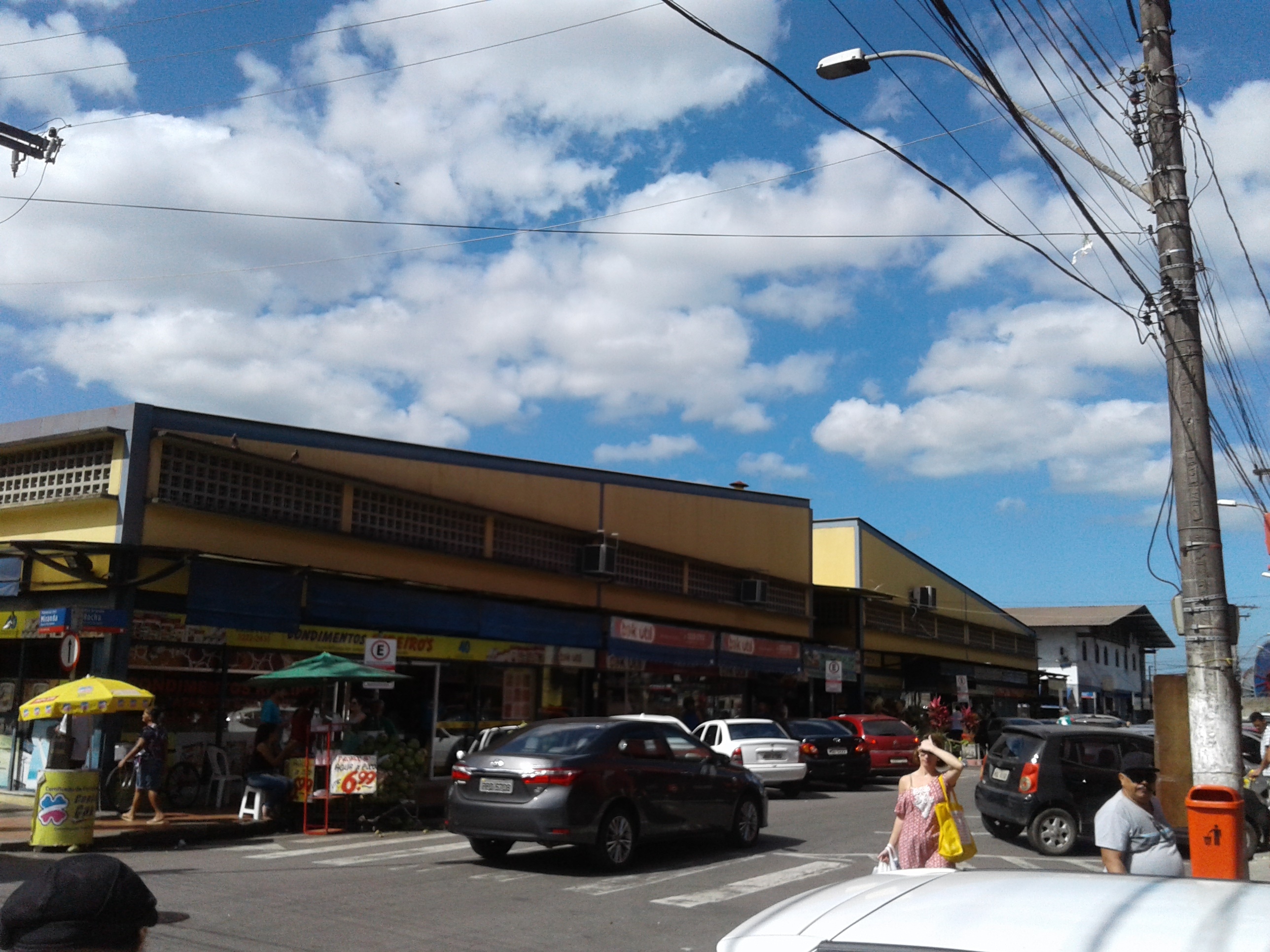
Mercado de la Vila Rubim

El Mercado de Vila Rubim es un espacio en la ciudad de Vitoria, donde están reunidas varias tiendas de artesanía, artículos de umbanda, casa de hierbas medicinales, bares, supermercado, artículos de pesca, casas pirotécnicas, pescaderías, entre otras. El Mercado de la vila Rubim es un gran marco en la economía capixaba.

## Historia
El principal mercado de la ciudad de Vitória estaba localizado en la Avenida Capixaba, actual Avenida Jerônimo Monteiro en el centro de la capital. El mercado fue demolido por no atender a la demanda de la ciudad en el inicio del siglo XX y en 1926 en el mismo lugar fue edificado un nuevo inmóvil: el Mercado da capixaba.
El barrio de Vila Rubim surgió en el inicio del siglo XX debido a la posición geográfica vista como pasaje entre el continente y la Isla, así como la puerta de acceso al centro de Vitória.  En la época el barrio era conocido como Ciudad de Paja y había un punto de desembarque de mercancías que llegaban a la bahía de Victoria provenientes del interior del estado y eran comercializadas por pequeños mercadores. Recibió el nombre de Vila Rubim en homenaje al coronel portugués Francisco Alberto Rubim que fue gobernador de la capitanía de Espírito Santo entre 1812 a 1819.
El Mercado de la Vila Rubim surgió en la década de 40, en esa época las mercancías eran vendidas al aire libre. Los actuales almacenes fueron instalados en la administración de Setembrino Pelissari. En el inicio de la década de 1970 fueron realizados aterramientos en la región de Vila Rubim que resultó con el fin del muelle, sin embargo propició la valorización inmobiliaria de la región.
En la mañana de 1º de julio de 1994 el mercado sufrió un incendio que duró 3h30m, considerado el mayor de la historia de Espírito Santo, resultado de almacenamiento irregular de fuegos de artificios que destruyó 110 boxes, 30 tiendas, siete vehículos, resultó en la muerte de cuatro personas y dejó 35 heridos. Un otro incendio ocurrió en la noche del día seis de marzo de 2010 en un almacén donde funcionaban tienda de artículos de pescaría, bebidas y envases. No hubo víctima en este último debido al hecho de que no había nadie en el local en el inicio del incendio.
Actualmente habitantes de Cariacica, Vila Velha y Serra y de otras partes del estado hacen compraventa en este local que agrada y da orgullo a los habitantes.